# Sarah Blaffer Hrdy
Sarah Hrdy, de soltera Blaffer (11 de julio de 1946) es una antropóloga y primatóloga estadounidense, conocida principalmente por sus contribuciones a la psicología evolutiva y la sociobiología. Es profesora emérita de la Universidad de California y vive en Winters.La revista Discover la reconoció en 2002 como una de las 50 mujeres más importantes en la ciencia.

## Biografía

### Primeros años
Sarah Blaffer nació el 11 de julio de 1946 en Dallas, Texas. Se crio en Houston y estudió en el colegio St. John's antes de matricularse en la escuela St.Timothy's en Stevenson, Maryland, donde se graduó en 1964.

### Educación
A los 18 años, Blaffer se matriculó en el Wellesley College.Al final de su segundo año, se trasladó al Radcliffe College (entonces la parte femenina de Harvard) para estudiar con el mayista Evon Z.Vogt.
Se especializó en antropología y se graduó con una tesis sobre el demonio maya H'ik'al, publicada  en 1972 bajo el título El hombre negro de Zinacantán. Fue miembro de Phi Beta Kappa y en 1969 se licenció con summa cum laude en el Radcliffe College.
Interesada en crear películas sobre salud pública para la población de los países en desarrollo, inicialmente se matriculo en cursos de realización cinematográfica en Stanford. El interés por la antropología le vino tras asistir a una conferencia de Paul Ehrlich sobre la superpoblación y su relación con una ponencia de  Irven DeVore, profesor de Harvard, sobre una especie de mono indio llamado langures entre los cuales los machos mataban a sus crías, supuestamente porque vivían  hacinados.
Hrdy cambió de carrera a mitad del curso y entró en Harvard en 1970 como estudiante de posgrado para poder ir a la India y estudiar el comportamiento de los primates y descubrir por qué estos langures Hanuman machos mataban a sus crías. Trabajó bajo la supervisión del profesor de antropología Irven DeVore y de los biólogos evolucionistas Robert L. Trivers y EO Wilson y se doctoró en Antropología en 1975.

### Familia
Sarah Blaffer conoció a Daniel Hrdy en Harvard y se casaron en 1972 en Katmandú. La pareja tiene tres hijos y vive en el norte de California donde se dedican al cultivo de nueces y a la restauración del hábitat en Citrona Farms.

## Carrera
Hrdy alternó su trabajo de investigación en la India con  estancias en Harvard hasta 1979. Entre 1974 y 1984, impartió clases durante breves períodos de tiempo en la Universidad de Massachusetts, Boston; Harvard y la Universidad Rice, además de trabajar como voluntaria en la guardería de su hija hasta 1984, cuando se incorporó a la Universidad de California en Davis como profesora de antropología.Tras su jubilación en 1996, se convirtió en profesora emérita de antropología en la UC Davis, donde sigue colaborando con el Grupo de Posgrado en Comportamiento Animal.

### Investigación

#### Los langures de Abu
Hrdy oyó hablar por primera vez de los langures durante una clase sobre comportamiento de primates del antropólogo Irven DeVore en 1968 en la cual explicó la relación entre el hacinamiento y la matanza de crías en las colonias de estos mamíferos. Tras su graduación, Hrdy regresó a Harvard para realizar su  posgrado, con el objetivo de estudiar el fenómeno del infanticidio en los primates.Los trabajos realizados bajo la supervisión de DeVore, Trivers y Wilson proporcionaron a Hrdy una introducción a la emergente ciencia de la sociobiología, cristalizada en Harvard a principios de la década de 1970. La perspectiva evolutiva comparativa de la sociobiología marcaría el trabajo de Hrdy en los años siguientes.
Aunque inicialmente fue a Monte Abu para explorar la hipótesis de que el hacinamiento era responsable del infanticidio, pronto se dio cuenta de que su hipótesis inicial era errónea. Las crías sólo eran atacadas cuando los machos entraban en el sistema reproductivo desde fuera del mismo. Esto la llevó a lo que denominó la hipótesis de la selección sexual para explicar el infanticidio. Los machos eliminan a las crías no destetadas engendradas por machos rivales y al hacerlo inducen a la madre a reanudar el ciclo y ovular de nuevo antes que si hubiera seguido lactando. Los cambios en los grupos de langures se producen en un promedio de 27 meses, lo que dejaba al macho usurpador un breve periodo para reproducirse y transmitir sus genes. Si las hembras están amamantando a sus crías, es probable que no ovulen hasta pasado un año. Matar a sus crías dependientes hizo que las hembras volvieran a ser fértiles antes de lo que hubiera sucedido de otro modo. 
La elección femenina queda subvertida, ya que las hembras se ven presionadas a ovular y se ven obligadas a reproducirse con los machos infanticidas. Aquí es donde entra en juego la idea de las contraestrategias sexuales. Hrdy planteó la hipótesis de que al aparearse con un macho que podría hacerse cargo de su tropa con antelación, protegían a sus crías nacidas después, pues era poco probable que los machos mataran a una cría si existiera la posibilidad de que fuera la suya, un comportamiento que sería rechazado por la selección.
Si bien desde entonces se ha informado de infanticidios cometidos por machos en todo el orden de primates, en prosimios, monos del Nuevo y Viejo Mundo y simios, Hrdy no halló pruebas que sugieran un "imperativo genético " para el infanticidio en humanos.
En 1975 se doctoró con su investigación sobre los langures. En 1977 se publicó su segundo libro, Female and Male Strategies of Reproduction (Los langures de Abu: estrategias de reproducción femeninas y masculinas).Sin embargo, su propuesta de que el infanticidio podría ser una estrategia reproductiva evolucionada en los primates resultó muy controvertida, contradiciendo la convicción entonces vigente de que los primates actúan por el bien del grupo en lugar de promover los intereses reproductivos individuales.No obstante, sus hallazgos se han reproducido desde entonces en muchos animales y sus explicaciones son ampliamente aceptadas. Incluso Trivers, que en su día descartó sus ideas sobre las solicitaciones sexuales de las hembras a múltiples machos, admite que su teoría sobre las estrategias femeninas contra el infanticidio ha "tenido mucho éxito".

#### La mujer que nunca evolucionó
The Woman That Never Evolved (La mujer que nunca evolucionó), el tercer libro de Hrdy se publicó en 1981. El primer capítulo comienza con una frase que indica que los resultados de su trabajo sugieren que se debería dar más crédito a la intervención femenina de lo que se suponía anteriormente. "A veces se piensa que la biología ha trabajado en contra de las mujeres". Aquí, Hrdy se explaya sobre las estrategias reproductivas de las hembras. El libro fue seleccionado por New York Times como uno de los libros  más destacados de 1981.
En 1984, Hrdy coeditó Infanticide: Comparative and Evolutionary Perspectives (Infanticidio: perspectivas comparadas y evolutivas). En este caso, la revista Choice de la Asociación de Bibliotecas Universitarias y de Investigación seleccionó la publicación como el "Libro académico destacado" de 1984-1985.
Mother Nature
En 1999 Hrdy publicó Mother Nature: A history of mothers, infants, and natural selection. En él analiza el instinto maternal y el comportamiento de las madres hacia sus hijos en el marco de la psicología evolutiva y la sociobiología.
Hrdy considera el "instinto maternal" como un proceso que se desarrolla de acuerdo con las condiciones locales y las señales de los hijos .Subraya que un simio que produce una descendencia tan costosa como los humanos no podría haber evolucionado a menos que las madres hubieran contado con la ayuda de otros, los denominados en sociobiología criadores cooperativos.Los humanos evolucionaron hasta depender de la ayuda de otros miembros distintos del grupo  de la madre, utilizando el término "alomadre" que ella empleó por primera vez en su tesis doctoral de 1975 en la que describía el cuidado compartido de las crías en los langures (del griego "allo" que significa "distinto de") para referirse a cualquier mujer u hombre distinto de la madre que ayuda a cuidar a un bebé. En el caso de los humano, las alomadres suelen ser el padre, los abuelos o los hermanos mayores, así como ayudantes genéticamente no emparentados, incluidas niñeras y grupos de cuidado infantil que ayudan a cuidar y proveer a los bebés, dejando a la madre más tiempo libre para satisfacer sus propias necesidades.

#### Mothers and Others
En 2009, en Mothers and Others: The evolutionary origins of mutual understanding, Hrdy exploró las implicaciones cognitivas y emocionales para las crías que crecían en lo que era (para un simio) un contexto de desarrollo novedoso; en lugar de depender de la dedicación exclusiva de sus madres, los jóvenes tenían que vigilar e involucrar también a múltiples cuidadores. 
En 2014, Mothers and Others, junto con trabajos anteriores, le valió a Hrdy el Premio de la Academia Nacional de Revisión Científica en honor a su "perspicaz y visionaria síntesis de una amplia gama de datos y conceptos de todas las ciencias sociales y biológicas para iluminar la importancia de los procesos biosociales entre madres, crías y otros actores sociales en la formación del crisol evolutivo de las sociedades humanas".

## Publicaciones
- 1972: The Black-man of Zinacantan: A Central American Legend. The Texas Pan American Series. Austin: University of Texas Press. ISBN 0-292-70701-0.
- 1977: The Langurs of Abu: Female and Male Strategies of Reproduction. Cambridge: Harvard University Press. ISBN 0-674-51058-5.
- 1981: The Woman that Never Evolved. Cambridge: Harvard University Press.[26]
- 1984: Hausfater, G. and S. Hrdy, eds. Infanticide: Comparative and Evolutionary Perspectives. New York: Aldine Publishing Co. ISBN 0-202-36221-3.
- 1999: Mother Nature: A History of Mothers, Infants and Natural Selection. New York: Pantheon. A BOMC Alternative Publicado en Reino Unido como Mother Nature: Natural selection and the female of the species. Londres: Chatto and Windus). ISBN 0-679-44265-0.
- 2005: Informe del 92º taller de Dahlem "Attachment and Bonding: A New Synthesis." Edición de C. S. Carter, L. Ahnert, K. E. Grossmann, S. B. Hrdy, M. E. Lamb, S. W. Porges y N. Sachser. ©MIT Press. ISBN 0-262-03348-8.
- 2009: Mothers and Others: The Evolutionary Origins of Mutual Understanding. Cambridge: Harvard University Press. ISBN 0-674-03299-3.
- 2024: Father Time: A Natural History of Men and Babies, Princeton University Press, ISBN 0-691-23877-4.

## Premios y reconocimientos
- 1981: NYT Notable Books of 1981, The Woman That Never Evolved.[26]
- 1985: Elected, California Academy of Sciences[27]
- 1987-88:  Beca Guggenheim [28]
- 1988: Radcliffe Graduate Society Medal.[29]
- 1990: Miembro de la National Academy of Sciences.[30]
- 1992: Miembro de la American Academy of Arts and Sciences[31]
- 1999: Publishers Weekly, "Mejor libro de 1999", Mother Nature.[32]
- 1999: Library Journal, "Mejor libro de1999", Mother Nature.[33]
- 2001: Howells Prize for Outstanding Contributions to Biological Anthropology, Mother Nature.[34]
- 2003: University of California Panunzio award.[35]
- 2007: Centennial Medal, Harvard GSAS.[36]
- 2011: Miembro de la American Philosophical Society[37]
- 2012: Staley Prize de la School of Advanced Research for Mothers and Others.[38]
- 2012: Howells Prize por Mothers and Others.[39]
- 2013: HBES Lifetime Career Award for Distinguished Scientific Contribution, from Human Behavior and Evolution Society[40]
- 2014: NAS Award for Scientific Reviewing.[41]
- 2022: Miembro American Association for the Advancement of Science.[42]
- 2023: Bowlby-Ainsworth Award del Centro para la Promoción de la Salud Mental de Nueva York.[43]